# Svensbyån
Svensbyån is een rivier in de Zweden, dicht bij de grens met Finland, die door de gemeente Piteå stroomt. De Svensbyån is de plaatselijke naam van de rivier Sägån, die vanuit het oosten het meer Hemträsket instroomt. De rivier stroomt van daaruit naar het noorden en wordt daar Svensbyån genoemd, dat door de Zweedse instantie voor waterhuishouding SMHI als officiële naam wordt opgegeven. De Svensbyån is bijna 30 kilometer lang.